# Callistethus trivittatus
Callistethus trivittatus är en skalbaggsart som beskrevs av Perty 1831. Callistethus trivittatus ingår i släktet Callistethus och familjen Rutelidae. Inga underarter finns listade.